# منتخب الفلبين لهوكي الجليد للرجال
منتخب الفلبين لهوكي الجليد للرجال هو ممثل الفلبين الرسمي في المنافسات الدولية في هوكي الجليد
.